# Detroit Pistons 1993-1994
La stagione 1993-94 dei Detroit Pistons fu la 45ª nella NBA per la franchigia.
I Detroit Pistons arrivarono sesti nella Central Division della Eastern Conference con un record di 20-62, non qualificandosi per i play-off.

## Roster
| N° | Naz.                   | Ruolo | Sportivo          | Anno | Alt. | Peso |
| -- | ---------------------- | ----- | ----------------- | ---- | ---- | ---- |
| 0  | Haiti (bandiera)       | C     | Olden Polynice    | 1964 | 211  | 100  |
| 1  | Stati Uniti (bandiera) | G     | Lindsey Hunter    | 1970 | 188  | 77   |
| 2  | Stati Uniti (bandiera) | G     | Mark Macon        | 1969 | 193  | 84   |
| 4  | Stati Uniti (bandiera) | G     | Joe Dumars        | 1963 | 191  | 86   |
| 6  | Stati Uniti (bandiera) | A     | Terry Mills       | 1967 | 208  | 104  |
| 11 | Stati Uniti (bandiera) | G     | Isiah Thomas      | 1961 | 185  | 82   |
| 12 | Stati Uniti (bandiera) | A     | David Wood        | 1964 | 206  | 103  |
| 20 | Stati Uniti (bandiera) | G     | Allan Houston     | 1971 | 198  | 91   |
| 23 | Stati Uniti (bandiera) | AC    | Charles Jones     | 1957 | 206  | 98   |
| 23 | Stati Uniti (bandiera) | GA    | Tracy Moore       | 1965 | 193  | 91   |
| 30 | Stati Uniti (bandiera) | A     | Marcus Liberty    | 1968 | 203  | 93   |
| 32 | Stati Uniti (bandiera) | A     | Sean Elliott      | 1968 | 203  | 93   |
| 33 | Stati Uniti (bandiera) | AC    | Cadillac Anderson | 1964 | 208  | 104  |
| 34 | Stati Uniti (bandiera) | AC    | Pete Chilcutt     | 1968 | 208  | 104  |
| 40 | Stati Uniti (bandiera) | C     | Bill Laimbeer     | 1957 | 211  | 111  |
| 41 | Stati Uniti (bandiera) | AC    | Tod Murphy        | 1963 | 206  | 100  |
| 45 | Stati Uniti (bandiera) | C     | Dan O'Sullivan    | 1968 | 208  | 113  |
| 51 | Stati Uniti (bandiera) | A     | Ben Coleman       | 1961 | 206  | 107  |

## Staff tecnico
- Allenatore: Don Chaney
- Vice-allenatori: Brendan Malone, Walt Perrin
- Preparatore atletico: Tony Harris